# Mianeh
Mianeh (persisch میانه) ist eine Stadt in der Provinz Ost-Aserbaidschan im Nordwesten Irans. Im Jahr 2006 hatte Mianeh hochgerechnet 191.291 Einwohner.

## Verkehr
Die Stadt liegt an der Bahnstrecke Teheran–Täbris. Von ihrem Bahnhof aus soll die 
Bahnstrecke Mianeh–Ardebil ihren Ausgang nehmen, die über ca. 175 km, eingleisig und für eine Höchstgeschwindigkeit von 160 km/h ausgelegt nach Ardebil führen soll. Die im Bau befindliche Strecke soll voraussichtlich 2019 fertiggestellt werden.

## Persönlichkeiten
- Rahim Schmidt (* 1959 in Mianeh), deutscher Politiker, Arzt und Wissenschaftler